# Йоган Зальцман
Йо́ган За́льцман (Зальцманн; нім. Johann Salzmann, 6 квітня 1807, Відень — 8 грудня 1869, там само) — архітектор, інспектор міського будівництва Львова і Відня.

## Біографія
Народився у Відні, де навчався в Політехнічній школі та Академії мистецтв. Від 1832 року працював у Львові в будівельній дирекції. Спочатку як копіювальник планів, пізніше на посаді інспектора міського будівництва. У 1839—1840 роках вивчав архітектуру західних театрів. Будівництво Скарбківського театру, на свій час найбільшого у Європі, принесло йому визнання та багато нових замовлень. Автор багатьох будівель у стилі пізнього класицизму з елементами бідермаєру. Стиль Зальцмана вплинув на багатьох львівських сучасників. Керуючи загоном саперів, відіграв вирішальну роль у боротьбі з пожежею, що виникла після обстрілу Львова Вільгельмом Гаммерштайном під час повстання 1848 року. Приблизно від 1852 року працював на посаді інспектора міського будівництва у Відні. Брав участь у будівництві Земмерінзької залізниці. Помер у Відні.
Відомі роботи у Львові
- Чиншова кам'яниця Ф. Адамського на розі нинішнього проспекту Свободи і вулиці Лесі Українки.
- Змінив проэкт і брав участь у будівництві Скарбківського театру.
- Палац римо-католицьких архієпископів на вулиці Винниченка (1842—1844).
- Будинки № 1, 3, 5 на вулиці Лисенка (у співавторстві із Флоріаном Ондеркою).
- Два житлові будинки у Софіївці.
- Нагляд за ходом будівництва синагоги Темпель на пл. Старий Ринок у 1843-1846 рр.
- Завершував перебудову монастиря кармеліток на науковий заклад Оссолінських (асистент Вільгельм Шмід).
- Відбудовував львівську ратушу після 1848 року.
- Керував реставрацією львівських костелів св. Казимира і Матері Божої Громничої.
- Ймовірно Зальцман до 1844 року здійснив добудову північної частини школи на Губернаторських валах (тепер школа № 8 на вулиці Підвальній, 2). Дещо змінив вистрій фасадів, зокрема у старій частині будівлі.[3]
- Ймовірне авторство первинного вигляду житлового будинку на вулиці Чайковського, 35 (1845—1847).[4]

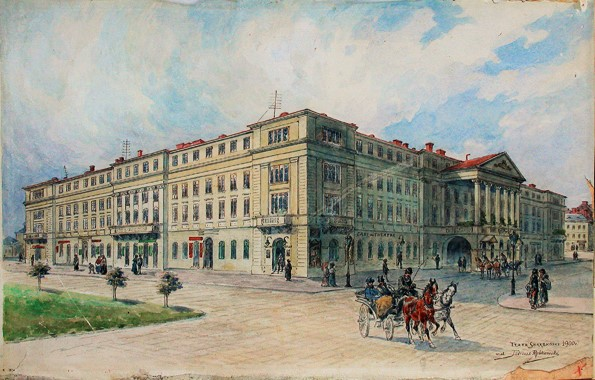
Театр Скарбека
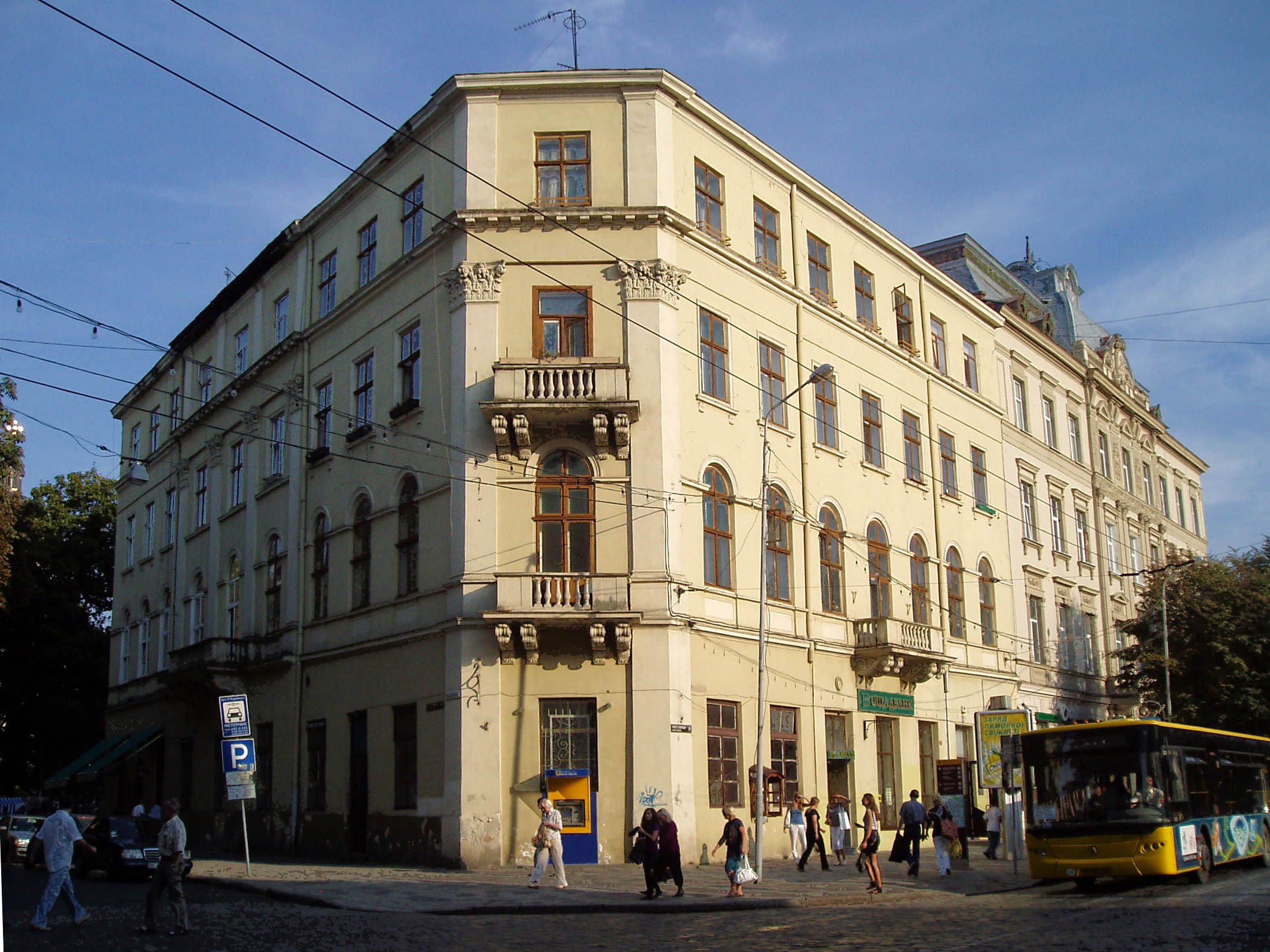
Прибутковий дім на проеспекті Свободи, 24
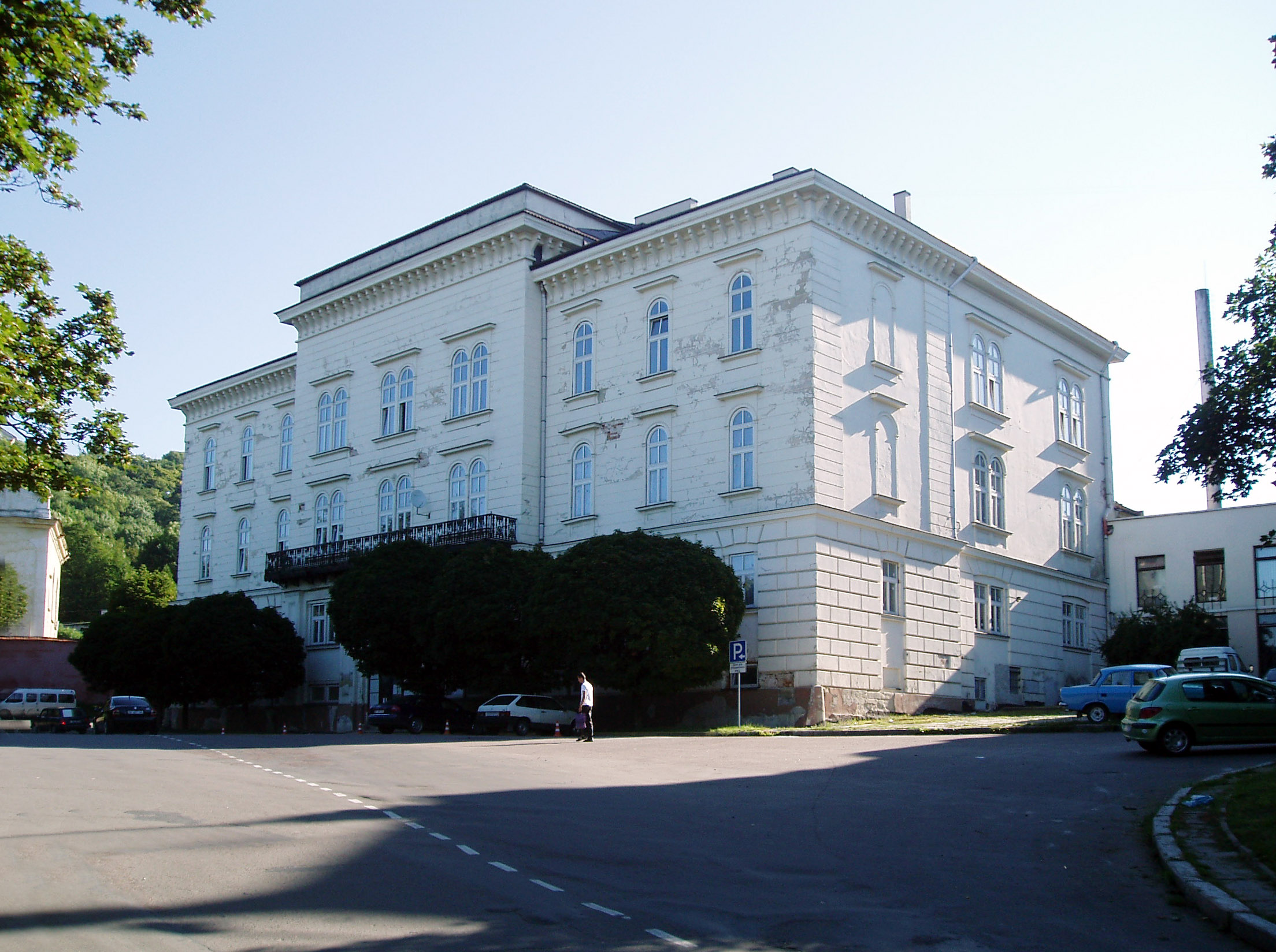
Палац латинських архієпископів
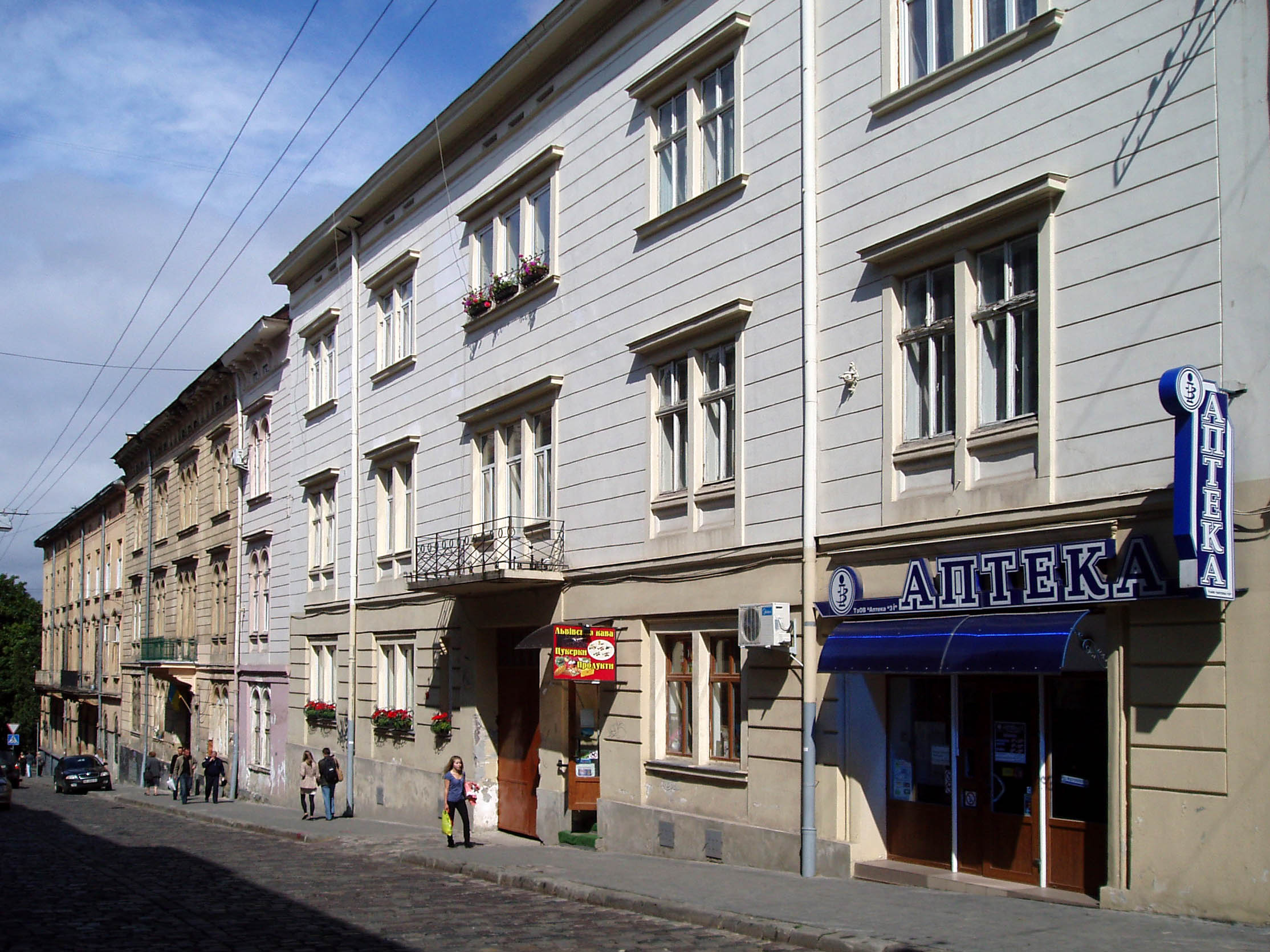
Прибуткові будинки на вулиці Лисенка